# José Luis Torres
José Luis Torres (San Miguel de Tucumán, 21 de enero de 1901-2 de mayo de 1965) fue un periodista, nacionalista y escritor argentino, conocido por haber bautizado como «Década Infame», al lapso transcurrido entre el golpe de Estado de 1930 y los dos períodos presidenciales que lo siguieron hasta 1943, caracterizados por la proscripción de la Unión Cívica Radical y el fraude electoral, sacando a la luz los actos de corrupción realizados durante el mismo, período que también ha sido caracterizado como "restauración conservadora".
Escribió siete libros: Algunas maneras de vender la patria (1940), Los perduellis (1943), La Década Infame (1945), La Patria y su Destino (1947), Seis Protesis después (1949), Nos acechan desde Bolivia (1952) y La Oligarquía Maléfica (1953). Torres adhirió al nacionalismo y dedicó gran parte de su obra a investigar y sacar a la luz las maniobras de gobiernos y empresas, muchas veces delictivos, en perjuicio de los intereses públicos, siendo un referente de las posiciones antiimperialistas.
Fue Torres quien bautizó el período comprendido entre 1930 y 1943 como “Década infame”, caracterizado no solo por la recurrencia habitual al fraude electoral para garantizar el triunfo de los candidatos de la Concordancia y la generalización de los casos de corrupción y la marcada sumisión  de esos gobiernos a Londres.
Torres denunció todos los negociados de la época… Además emprendió una investigación sobre el grupo Bemberg, acusando a sus líderes de evasión impositiva, monopolio, soborno y múltiples defraudaciones al Estado Nacional. Las pruebas por él aportadas, hicieron que posteriormente el gobierno peronista mediante la ley 14122 liquidara los bienes y retirara la personería jurídica a las empresas del grupo.
Luego del derrocamiento del gobierno de Perón en 1955, José Luis Torres sufriría la persecución y el vacío. Acuñó otra frase perdurable cuando llamó al gobierno de facto surgido de la asonada del 16 de septiembre “Revolución Fusiladora” En 1956 marcharía al exilio en Chile, retornando al país en 1960.